# 中川武隆
中川 武隆（なかがわ たけたか、1944年3月12日 - ）は、日本の裁判官。元東京高等裁判所第3刑事部総括判事。前早稲田大学教授。専門は刑事訴訟、少年審判など。石川県出身。京都大学卒業。

## 経歴
- 1966年 司法修習#日本の司法修習生
- 1968年 東京地方裁判所判事補任官
- 1971年 旭川地方・家庭裁判所判事補
- 1974年 東京地方裁判所判事補
- 1977年 秋田地方・家庭裁判所大曲支部判事補
- 1978年 秋田地方・家庭裁判所大曲支部判事
- 1980年 最高裁判所調査官
- 1984年 司法研修所教官
- 1988年 東京地方裁判所判事
- 1989年 東京地方裁判所判事部総括
- 1993年 千葉地方裁判所判事部総括
- 1997年 横浜地方裁判所判事部総括
- 1998年 前橋家庭裁判所所長
- 1999年 新潟地方裁判所所長
- 2001年 東京高等裁判所判事部総括（第3刑事部）
- 2009年3月11日 定年退官
- 2019年博士(法学・早稲田大学)を取得。
- 2019年『悪性格と有罪推認 ― イギリス控訴院判例の分析』(信山社)を刊行。

## 主な担当事件
- いわゆる立川反戦ビラ配布事件の控訴審で裁判長を務め、一審の無罪判決を取り消して逆転有罪判決を言い渡した。

- 横浜事件の再審請求の抗告審を担当し、2005年に検察側の抗告を棄却して横浜地裁の再審開始決定を支持する判決を下した。

- 2007年、御殿場事件の控訴審で懲役2年の実刑とした一審判決を破棄し、改めて懲役1年6月の実刑判決を下した。この事件は未だに冤罪を示唆されている。

## 活動
- 選択的夫婦別姓制度導入に賛同し、夫婦別姓訴訟にも弁護団として参加している。「一般的には、妻側の問題として意識されるわけですが、夫婦の一 方である夫、男性の側にとっても、対等な夫婦関係を志向するという意味で、 単なる形式の問題ではなく、大変に重要な問題であると思います。また、個 の尊重という意味では、社会全体にとっても大切だと思います。そのような 意味で、弁護団に男性がさらに加わる意味があると思い、参加を希望しまし た。今後、皆さんと共に勉強していきたいと願っています。」と述べている[2]。